# Franck Maurice
Pour les articles homonymes, voir Franck Maurice (homonymie) et Maurice.
Franck Maurice (état civil inconnu) est un acteur français actif des années 1930 aux années 1960.

## Biographie
Malgré une carrière s'étendant sur plus de trois décennies dans plus de 140 films, on ne sait rien de Franck Maurice qui ne semble avoir accordé aucun interview ni fait l'objet d'un quelconque article dans la presse de l'époque.
Connu également sous le nom de Franck Mauris ou Franck Morris, il a accumulé un nombre impressionnant de petits rôles (souvent comme agent ou inspecteur de police) dans les productions françaises de 1931 à 1965.

## Filmographie
Attention, il s'est a priori produit plusieurs confusions avec l'acteur-boxeur Eugène Stuber

### Années 1930
- 1931 : Le Million de René Clair
- 1932 : Criez-le sur les toits de Karl Anton
- 1933 : Crainquebille de Jacques de Baroncelli
- 1934 : Jeunesse de Georges Lacombe : Le cafetier
  - Le Secret d'une nuit de Félix Gandéra
  - La Maison dans la dune de Pierre Billon
  - Les Affaires publiques (court métrage) de Robert Bresson : un Matelot
  - Le Bonheur de Marcel L'Herbier : un gendarme
  - La crise est finie de Robert Siodmak
  - Le Roi des Champs-Élysées de Max Nosseck
- 1935 : La Coqueluche de ces dames de Gabriel Rosca
  - Jim la Houlette de André Berthomieu
  - Golgotha de Julien Duvivier
  - Les Gaietés de la finance de Jack Forrester : un gangster
  - Monsieur Sans-Gêne de Karl Anton
  - Paris mes amours de Alphonse-Lucien Blondeau
  - La Figurante (court métrage) de Carlo Felice Tavano : Bébé rose
- 1936 : La Brigade en jupons de Jean de Limur
  - Les Chemins de Rio (ou Cargaison blanche) de Robert Siodmak : un homme de main
  - Les Réprouvés de Jacques Séverac
  - Les Deux Gamines de René Hervil
  - La Belle Équipe de Julien Duvivier : un locataire de l'hôtel
  - La Loupiote de Jean Kemm, Jean-Louis Bouquet : un sergent de ville
- 1937 : Pépé le Moko de Julien Duvivier : un inspecteur
  - Gribouille de Marc Allégret
  - Les Rois du sport de Pierre Colombier : un soigneur
  - Drôle de drame ou L'étrange aventure de Docteur Molyneux de Marcel Carné : un père qui réprimande son fils
  - Claudine à l'école de Serge de Poligny
  - Salonique, nid d'espions (ou Mademoiselle docteur) de Georg Wilhelm Pabst : un homme de main
- 1938 : Tricoche et Cacolet de Pierre Colombier
  - Les Rois de la flotte de René Pujol
  - Belle Étoile de Jacques de Baroncelli
  - Chéri-Bibi de Léon Mathot
  - L'Affaire Lafarge (sous le pseudo de Morris) de Pierre Chenal : le préfet
  - Les Nouveaux Riches d'André Berthomieu
  - Café de Paris de Yves Mirande : un inspecteur
  - Conflit de Léonide Moguy
  - Lumières de Paris de Richard Pottier
  - Métropolitain de Maurice Cam
  - Place de la Concorde de Carl Lamac
  - La Vénus de l'or de Charles Méré : un matelot
- 1939 : Derrière la façade ou 32 Rue de Montmartre de Georges Lacombe et Yves Mirande : un agent 
  - Une java de Claude Orval
  - Le Veau gras de Serge de Poligny
  - Le Dernier Tournant de Pierre Chenal
  - Entente cordiale de Marcel L'Herbier
  - Nord-Atlantique de Maurice Cloche : un homme d'équipage
  - Moulin Rouge de André Hugon : un inspecteur

### Années 1940
- 1941 : Sixième étage de Maurice Cloche
  - Nous les gosses de Louis Daquin : un agent
  - Caprices de Léo Joannon
  - Le Prince charmant de Jean Boyer
  - L'Âge d'or de Jean de Limur - Un inspecteur
- 1942 : Les Inconnus dans la maison de Henri Decoin : un joueur de belote
  - Dernier Atout de Jacques Becker
- 1943 : Blondine de Henri Mahé : le bourreau
  - La Ferme aux loups de Richard Pottier : un gendarme
- 1944 : L'Assassin n'est pas coupable de René Delacroix : Le gendarme planton
- 1945 : Monsieur Grégoire s'évade de Jacques Daniel-Norman : un consommateur
  - La Tentation de Barbizon de Jean Stelli - Un homme à la fête de charité
  - Étoile sans lumière de Marcel Blistène : Un figurant en pirate
  - L'affaire du collier de la reine de Marcel L'Herbier - Un aide bourreau
- 1946 : Un revenant de Christian-Jaque : un machiniste sur le plateau
  - Le Dernier Sou de André Cayatte : un homme de main de Stéfani
  - Roger la Honte de André Cayatte
  - Le Capitan de Robert Vernay : un hallebardier
  - L'Arche de Noé de Henry Jacques : un passant
  - Macadam de Marcel Blistène : Un agent
  - Le Beau Voyage de Louis Cuny : Un gardien de prison
  - Les Aventures de Casanova de Jean Boyer : Un soldat "dans la première époque -Le chevalier de l'aventure"
- 1947 : Carré de valets de André Berthomieu : un homme à l'audience
  - Quai des Orfèvres de Henri-Georges Clouzot : l'inspecteur Dietrich
  - Si jeunesse savait de André Cerf
  - Danger de mort de Gilles Grangier : Un employé du cirque
  - Capitaine Blomet de Andrée Feix : Le cocher
- 1948 : Halte... Police ! de Jacques Séverac
  - Blanc comme neige de André Berthomieu : un homme au tribunal
  - Les Amants de Vérone de André Cayatte : l'homme
  - Bonheur en location de Jean Wall
  - Cartouche, roi de Paris de Guillaume Radot
  - Les Casse-pieds de Jean Dréville
  - Du Guesclin de Bernard de Latour
  - L'échafaud peut attendre de Albert Valentin
  - Le Mystère Barton de Charles Spaak
- 1949 : Manon de Henri-Georges Clouzot : un voyageur
  - Fantômas contre Fantômas de Robert Vernay
  - Maya de Raymond Bernard : un marin
  - Monseigneur de Roger Richebé : un homme à la foire
  - Millionnaires d'un jour de André Hunebelle : un gendarme au tribunal
  - Miquette et sa mère de Henri-Georges Clouzot : un consommateur
  - Ronde de nuit de François Campaux : un dur
  - Véronique de Robert Vernay
  - L'extra-lucide, court métrage de Georges Jaffé

### Années 1950
- 1950 : Amédée de Gilles Grangier : un ouvrier de l'institut
  - Le 84 prend des vacances de  Léo Joannon
  - Cartouche, roi de Paris de Guillaume Radot
  - Trois Télégrammes de Henri Decoin
  - Bibi Fricotin de Marcel Blistène : le brocanteur
  - Souvenirs perdus de Christian-Jaque : un agent
  - Le Gang des tractions-arrière de Jean Loubignac : un agent
  - Garou-Garou, le passe-muraille de Jean Boyer : le deuxième agent
  - Les Joyeux Pélerins de Alfred Pasquali : un agent
  - Coq en pâte de Carlo Felice Tavano
  - Les Deux Gamines de Maurice de Canonge: un inspecteur
  - Atoll K de Léo Joannon
- 1952 : Monsieur Leguignon lampiste de Maurice Labro : un habitant du quartier
  - Trois femmes d'André Michel
  - Nous sommes tous des assassins de André Cayatte
  - Les Belles de nuit de René Clair
  - Hold-up en musique ou "Le gang des pianos à bretelles" de Gilles de Turenne
  - Adorables Créatures de Christian-Jaque : un bagagiste
  - Cent francs par seconde de Jean Boyer : Un cheminot en grève
- 1953 : Lucrèce Borgia de Christian-Jaque : le bourreau de Micheletto
  - Madame de... de Max Ophüls : un témoin, bagagiste du train
  - L'Ennemi public numéro un de Henri Verneuil : un surveillant
  - Leur dernière nuit de Georges Lacombe : un joueur de dés au bistrot
  - Mon frangin du Sénégal de Guy Lacourt : un habitant rabatteur
  - C'est... la vie parisienne de Alfred Rode : le fort des halles
  - La rafle est pour ce soir de Maurice Dekobra
- 1954 : Le Mouton à cinq pattes de Henri Verneuil : un consommateur
  - Escalier de service de Carlo Rim : un spectateur au feu d'artifice
  - Le Vicomte de Bragelonne de Fernando Cerchio et Mick Roussel : Un paysan
  - Votre dévoué Blake de Jean Laviron : Un figurant
  - Bonnes à tuer de Henri Decoin : Un agent
  - Le Comte de Monte-Cristo de Robert Vernay : un homme au bouge dans la seconde époque "La vengeance"
- 1955 : Le Fil à la patte de Guy Lefranc: un machiniste
  - Port du désir de Edmond T. Gréville : un marin à "L'ancre de marine"
  - Les deux font la paire de André Berthomieu
  - Ça va barder de John Berry
  - Le Crâneur de Dimitri Kirsanoff : Un agent en faction
  - Les Duraton de André Berthomieu : un homme au tribunal
  - Nana de Christian-Jaque : un machiniste
  - Chiens perdus sans collier : un spectateur à la belote
  - Je suis un sentimental de John Berry : Un accusé
  - Mademoiselle de Paris de Walter Kapps
  - Une fille épatante de Raoul André
- 1956 : La Traversée de Paris : un vendeur de journaux
  - Notre-Dame de Paris de Jean Delannoy : Un bourreau
  - Crime et Châtiment de Georges Lampin : Un joueur de belote
- 1957 : L'Homme à l'imperméable de Julien Duvivier
  - Miss Catastrophe de Dimitri Kirsanov
  - Fumée blonde de Robert Vernay
  - La Polka des menottes de Raoul André : Un agent
- 1958 : Les Misérables de Jean-Paul Le Chanois : Un homme de la bande
  - Les Jeux dangereux de Pierre Chenal : Un consommateur
  - Rafles sur la ville de Pierre Chenal

### Années 1960
- 1960 : Les Tortillards de Jean Bastia : un spectateur au théâtre
- 1961 : Le Capitaine Fracasse de Pierre Gaspard-Huit : le bourreau
  - Un cheval pour deux de Jean-Marc Thibault
  - Le Monte-charge de Marcel Bluwal : Un spectateur au cinéma
  - Le Temps des copains, série télévisée de Robert Guez : Un grabataire dans le cauchemar d’Étienne (épisode 7)
- 1962 : L'Empire de la nuit de Pierre Grimblat
- 1963 : L'assassin connaît la musique... de Pierre Chenal : Un détenu
  - Landru de Claude Chabrol: un homme au procès
  - Peau de banane de Marcel Ophuls : Un turfiste
- 1964 : Le Majordome de Jean Delannoy : un condamné exécuté
- 1965 : Le Tonnerre de Dieu : homme sortant avec des valises